# Weinheim Longhorns
| Ewige GFL-Bilanz | Ewige GFL-Bilanz | Ewige GFL-Bilanz | Ewige GFL-Bilanz | Ewige GFL-Bilanz | Ewige GFL-Bilanz | Ewige GFL-Bilanz | Ewige GFL-Bilanz | Ewige GFL-Bilanz | Ewige GFL-Bilanz | Ewige GFL-Bilanz | Ewige GFL-Bilanz |
| Jahr             | Gesamt           | Gesamt           | Gesamt           | Heim             | Heim             | Heim             | Ausw.            | Ausw.            | Ausw.            | TD-Verhältnis    |                  |
| Jahr             | S                | N                | U                | S                | N                | U                | S                | N                | U                | TD-Verhältnis    |                  |
| ---------------- | ---------------- | ---------------- | ---------------- | ---------------- | ---------------- | ---------------- | ---------------- | ---------------- | ---------------- | ---------------- | ---------------- |
| 2007             | 4                | 8                | 0                | 2                | 4                | 0                | 2                | 4                | 0                | 196 : 311        |                  |
| 2008             | 4                | 8                | 0                | 2                | 4                | 0                | 2                | 4                | 0                | 248 : 256        |                  |
| 2009             | 4                | 8                | 0                | 3                | 3                | 0                | 1                | 5                | 0                | 211 : 412        |                  |
| 2010             | 0                | 14               | 0                | 0                | 7                | 0                | 0                | 7                | 0                | 141 : 606        |                  |
| Gesamt           | 12               | 38               | 0                | 7                | 18               | 0                | 5                | 20               | 0                | 796 : 1585       |                  |

Die Weinheim Longhorns sind ein Footballteam aus Weinheim in Baden-Württemberg und in der TSG Weinheim beheimatet.

## Geschichte
Die Weinheim Longhorns wurden 1990 als Abteilung der Turn- und Sportgemeinde 1862 Weinheim e. V. gegründet. Den regulären Spielbetrieb nahmen sie 1991 auf. Nach dem Aufstieg in die Oberliga Baden-Württemberg spielten sie dort 1997 bis 2000. Im Jahre 2000 erfolgte der Aufstieg in die Regionalliga Mitte.
In der Saison 2004 wurde der sportliche Aufstieg in die 2. Bundesliga Süd erreicht, in der die Weinheim Longhorns dann den dritten Platz belegten.
In der Saison 2006 wurden die Longhorns aufgrund des direkten Vergleichs Liga-Meister vor den punktgleichen Wiesbaden Phantoms. Die Relegationsspiele gegen den Tabellenletzten der GFL-Süd, die Munich Cowboys, entschieden sie mit 20:0 sowie 27:14 für sich und stiegen in die erste Bundesliga, die German Football League (GFL), auf.
Im ersten Jahr in der GFL-Süd belegten die Weinheim Longhorns den 4. Platz und qualifizierten sich somit für die Play-offs. Hier trafen sie auswärts im Viertelfinale am 15. September 2007 auf den Nord-Meister Braunschweig Lions und schieden nach einer 26:55-Niederlage aus dem Rennen um die deutsche Meisterschaft aus.
Auch im zweiten und im dritten Jahr in der GFL-Süd belegten sie jeweils den 4. Platz, zogen daher erneut in die Play-offs ein und verloren beide Male erneut jeweils auswärts im Viertelfinale am 6. September 2008 bzw. 6. September 2009 mit 21:47 bzw. 13:30 gegen die Nord-Meister Kiel Baltic Hurricanes (2008) und Berlin Adler (2009).
Im Jahr 2010 stiegen die Weinheim Longhorns nach zwölf Niederlagen in der Liga nach einer weiteren Niederlage in der Relegation sieglos in die 2. Bundesliga ab. Der Abwärtstrend setzte sich in den folgenden Jahren fort, so dass 2011 der Abstieg aus der 2. Bundesliga und 2012 aus der Regionalliga Mitte erfolgte. In den Jahren 2013 und 2014 konnten weitere sportliche Abstiege vermieden werden, der Klassenerhalt in der Oberliga Baden-Württemberg wurde jeweils erreicht. In der Saison 2015 konnten neun Siege bei drei Niederlagen erzielt werden, was die Meisterschaft in der Oberliga Baden-Württemberg bedeutete und mit dem Aufstieg in die Regionalliga Südwest verbunden war.

## Teams
Neben der Herrenmannschaft sind bei den Weinheim Longhorns noch ein A- und B-Jugendteam sowie ein Junior-Flag-Team (U15) beheimatet.
Das Junior-Flag-Team (U15) wurde 2011 baden-württembergischer und deutscher Meister im 5-on-5-Hallen-Flag-Football und blieb bei beiden Meisterschaften ungeschlagen. Im weiteren Verlauf der Saison erkämpfte das Team auch im 9-on-9 den baden-württembergischen Meistertitel und wurde anschließend noch deutscher Vizemeister. Das Jahr 2011 ist somit das erfolgreichste der U15-Flag-Football-Mannschaft seit ihrem Bestehen. Im Jahr 2012 konnte das Junior-Flag-Team (U15) den baden-württembergischen Meistertitel im 5-on-5-Hallen-Flag-Football erfolgreich ungeschlagen verteidigen. Die deutschen Meisterschaften im 5-on-5 wurden am 28./29. April 2012 in Weinheim ausgetragen, die Longhorns erreichten erneut das Finale und wurden deutscher Vizemeister. Bei den deutschen Meisterschaften im 9-on-9 wurde 2012 der 4. Platz erreicht.

### Trainer und Betreuer

#### Herren
Laszlo Haaf: Head Coach / Defense Coordinator
Sven Gloss: Offense Coordinator
Oliver König: O-Line Coach
Mathias Lahm: Defensive Backs Coach

#### U19 / U17
Oliver Lohrer: Head Coach / Defense Coordinator
Hüsnü Karakas: Offense Coordinator

#### Tackle U15 und Flag U15 / U13 / U11
Matthias Pröhl: Rainer Ruths

## Cheerleading
Bundesweit bekannt sind die Weinheim Longhorns auch durch die Erfolge der Weinheim-Longhorns-Cheerleader, die neben diversen Landesmeisterschaften bereits zweimal Deutscher Meister im Cheerleading wurden und im Jahr 2015 einen Europameistertitel erringen konnten. Neben den Seniors gibt es noch ein Junior- und ein Pee-Wee's Squad im Verein.

## Bekannte Spieler
- Markus Kuhn – bis 2006 bei den Longhorns, ab 2007 in den USA, 2012–2015 bei den New York Giants, wo ihm als erster Deutscher in der NFL ein Touchdown gelang.